# Senecio pottsii
Senecio pottsii är en tvåhjärtbladiga växtart som beskrevs av Armstr. Senecio pottsii ingår i släktet korsörter, och familjen korgblommiga. Inga underarter finns listade i Catalogue of Life.